# Marko Mitev
Marko Mitev (mazedonisch Марко Митев, * 23. Februar 2003 in Skopje) ist ein nordmazedonischer Handballspieler.

## Karriere

### Im Verein
Marko Mitev spielte bis 2022 für RK Butel Skopje. 2022 wechselte er zum RK Alkaloid. Mit Alkaloid nahm er an der European League 2023/24 teil, wo er in der Gruppenphase 32 Tore erzielte und damit zweitbester Torschütze seines Teams in diesem Wettbewerb wurde. 2024 gewann er mit Alkaloid den nordmazedonischen Pokal.

### In Auswahlmannschaften
Sein erstes Turnier mit der nordmazedonischen Nationalmannschaft war die Europameisterschaft 2022, wo sie den 22. Platz belegten. Im Turnier bestritt er ein Spiel, in welchem er ein Tor erzielte. 2022 stand er zudem im Kader für das Handballturnier bei den Mittelmeerspielen, wo sie den 4. Platz belegten. Er stand im Kader für die Europameisterschaft 2024 und belegte mit Nordmazedonien den 17. Platz. Bei der Weltmeisterschaft 2025 warf er 22 Tore in fünf Spielen und belegte mit dem Team den 15. Platz.